# 小さき者からのSOS
「小さき者からのSOS」（ちいさきものからのSOS、原題: Night Terrors）は、イギリスのSFドラマ『ドクター・フー』の第6シリーズ第9話。2011年9月3日に BBC One とBBCアメリカで初放送された。脚本はマーク・ゲイティス、監督はリチャード・クラークが担当した。
本作では異星人のタイムトラベラー11代目ドクター（演:マット・スミス）と彼のコンパニオンのエイミー・ポンド（演:カレン・ギラン）およびローリー・ウィリアムズ（演:アーサー・ダーヴィル）が、ほとんど全ての物、特に寝室のクローゼットを怖がる8歳の少年ジョージ（演:ジェイミー・オラム）の家を訪れる。ドクターがジョージの父アレックス（演:ダニエル・メイズ）と議論していると、エイミーとローリーは人間サイズの人形が潜むドールハウスに閉じ込められてしまう。
「小さき者からのSOS」は人形に対するゲイティスの恐怖心にインスパイアされており、登場する人形は恐怖を演出する粗雑な外形にデザインされた。本作は当初予定されていた第6シリーズの前半から後半へ移され、シリーズのストーリー・アークに合うように変更する必要が生じた。撮影はシリーズで最初に行われており、2010年9月にレッドクリフとダイラム・パークでドールハウスの内装が撮影された。イギリスでの視聴者数は707万人を記録し、批評家からのレビューは賛否両論であった。雰囲気とビジュアルの観点からは称賛を受けたが、ストーリー・アークに重要なエピソード「ヒトラーを殺そう!」の翌週であったため、包括的なシリーズの物語へのインプットが欠けているという批判もあった。

## 連続性
ドクターは自身の幼少期の童話として『白雪姫と7つの鍵』『3匹のソンターラン』『裸のダーレク皇帝』を挙げており、これらは1974年の演劇 'Doctor Who and the Daleks in the Seven Keys to Doomsdayと、番組に何度も登場する敵ソンターランと皇帝ダーレクに言及している。また、彼は紅茶とジャムクッキー（ジャミードジャーズ）が好みである旨を述べており、これはゲイティスが以前に執筆したエピソード「ダーレクの勝利」に由来する。

## 製作

### 脚本

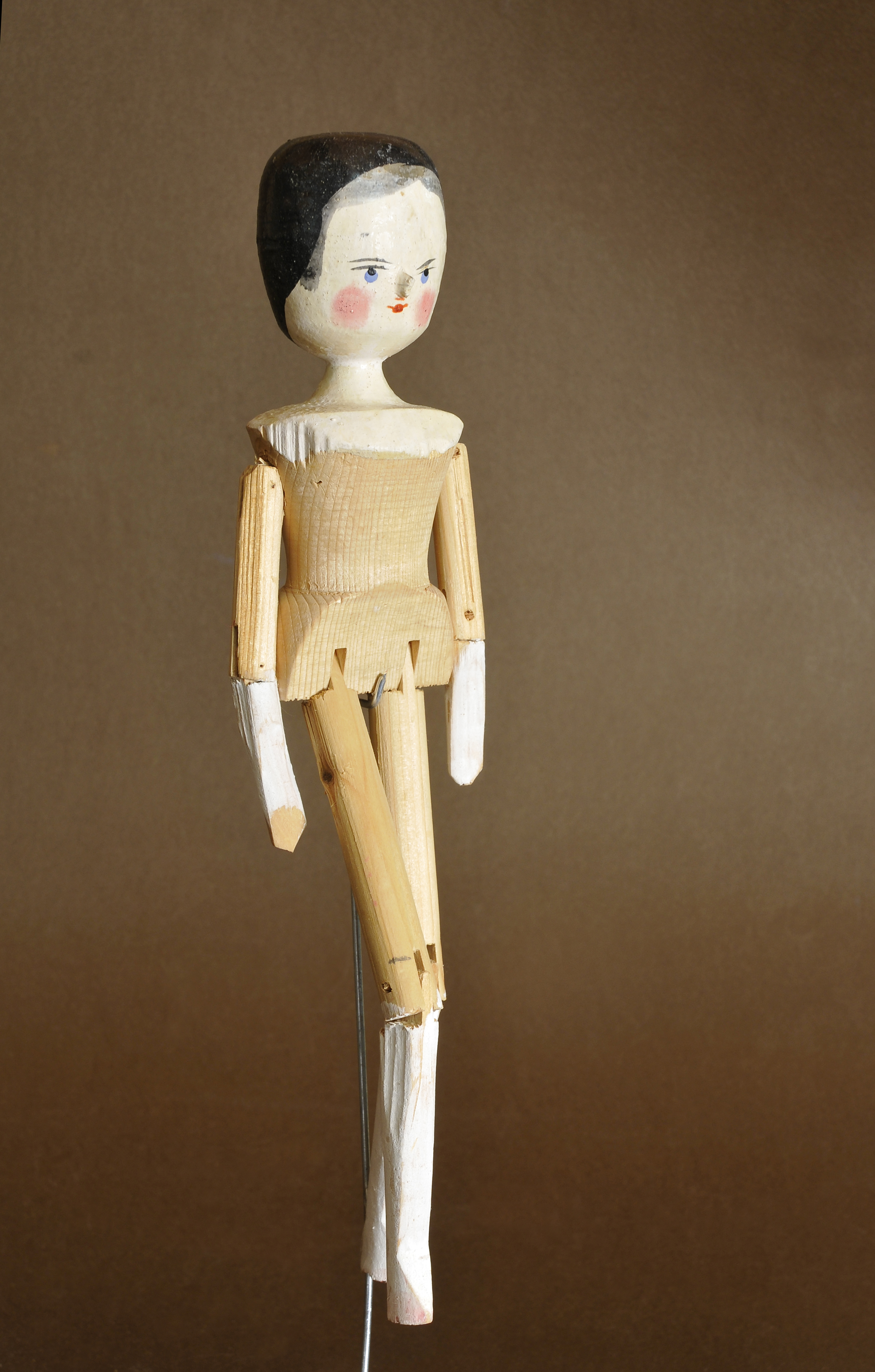
「小さき者からのSOS」の人間大人形はドイツやオランダの peg wooden doll を元としている。

脚本家マーク・ゲイティス曰く、彼はいつも人形を怖がっており、『ドクター・フー』で人形がこれまで使用されていなかったことに驚いた。彼は特に peg wooden doll に興味を示し、「ふさわしい悪夢だ」と述べた。ゲイティスのBBCでのテレビシリーズ Funalnd には以前ダニエル・メイズがゲスト出演しており、ゲイティスはわざと Funland でのキャッチフレーズとして "Maybe later" というフレーズを台本に挿入した。しかし、メイズはそれに気付かなかった。エピソードタイトルは元々 "What Are Little Boys Made Of?" であった。
本作は第6シリーズの第4話として撮影されシーズン前半の予告編にも登場したが、物語の多様性を残すために第6シリーズの前半から後半へ移され、マダム・コヴァリアンの登場シーンの削除などエピソードに小さな変更が加えられた。オリジナルの最終シーンは却下され、シリーズのストーリー・アークに合う新しい結末が執筆された。本作には童歌も登場する。筆頭脚本家のスティーヴン・モファットはドクターの死を匂わせたく、ゲイティスに童歌を執筆するように依頼した。完成した歌についてモファットは「遥かに素晴らしい」と絶賛した。童歌の別バージョンは「子連れのコンパニオン」とシーズンフィナーレ「ドクター最後の日」でも登場した。

### 撮影
本先は2010年9月に第6シリーズで最初に撮影された。撮影は主にサマセットのバースの公営住宅用地で行われ、ドールハウスの中のシーンはダイラム・パークで撮影された。見栄えのする建造物を理由にブリストルが選ばれ、階段とチェック柄の床を理由にダイラム・パークのカントリー・ハウスが選ばれた。内装のアンティークは取り除かれ、まるで遊んだ後かのように置かれた"子どもじみた"家具に置き換えられた。人形のデザインのうちいくつかは、普通の人形と、より粗雑で怖ろしい外見の人形のバランスを取ることが求められた。人形の演者たちは硬い脚を振って腕を振るうように振り付けされた。アレックスとドクターがキッチンで会話するシーンでは彼らが話の最中に冷凍庫を開け閉めしているが、これは元々台本にはなく、マット・スミスが即興で行ったものである。本作のゲスト出演者として招待されたメイズは、自身にジョージのような息子がいることから、家族の要素を持つ本作に惹かれた。大家（演:アンドリュー・ティエナン）がカーペットに沈み込むシーンは、彼を緑色の液体に沈める油圧式装置の上で撮影された。

## 放送と反応
「小さき者からのSOS」は2011年9月3日にイギリスでは BBC One で初放送され、550万人の視聴者を獲得してその日4番目に多く視聴された番組となった。視聴者数の最終合計値は160万人のタイムシフト視聴者を加算して707万人に上った。Appreciation Index 86を記録した。
日本では『ドクター・フー ニュー・ジェネレーション』第2シリーズとして2016年8月から第6シリーズのレギュラー放送がAXNミステリーにて始まり、「小さき者からのSOS」は9月1日午後10時から放送された。なお、同日午後11時5分からは次話「無情に流れる時間」が続けて放送された。

### 批評家の反応
本作への反応は一般に肯定寄りであった。ガーディアン紙のダン・マーティンは、ゲイティスが以前に執筆した「にぎやかな死体」「テレビの中に住む女」「ダーレクの勝利」から本作が改善されているとコメントした。彼は「『ヒトラーを殺そう!』と比べて上等で気味が悪いレトロな『ドクター・フー』のエピソードだ」と高評価したが、「空っぽの少年」などスティーヴン・モファットによる以前のエピソードとプロットが似すぎているとも指摘した。後にマーティンは当時未放送だった「ドクター最後の日」を除く第6シリーズの全エピソード中、本作を10番目に良いエピソードに位置付けた。デイリー・テレグラフのギャヴィン・フラーは「番組を上手く手に入れている」と人形を絶賛し、ドールハウスのコンセプトにも賛辞の言葉を送った。

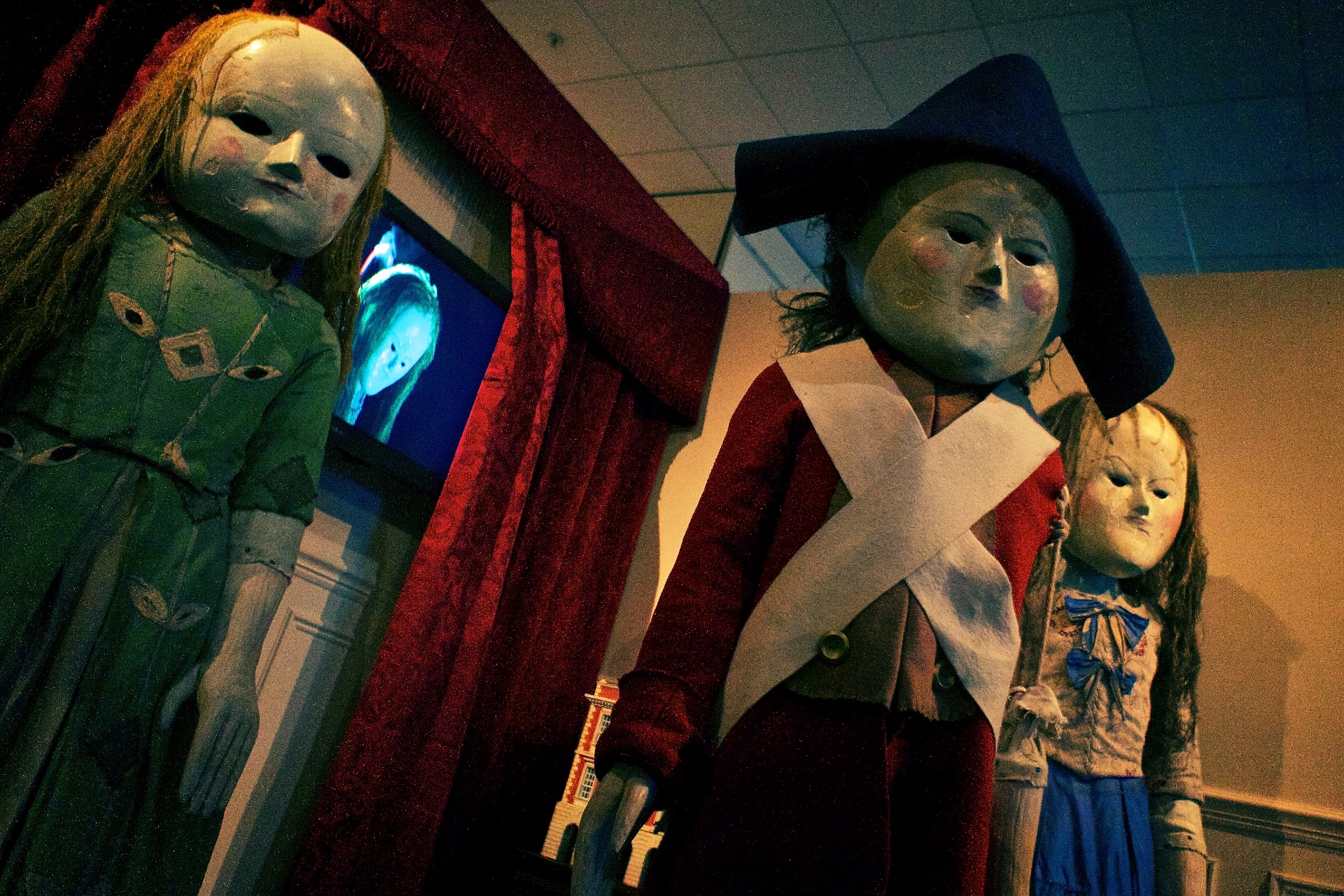
Doctor Who Experience での人形の展示。

IGNのマット・リズレイは本作に10点満点で8点をつけ、「壊れそうな不気味なドールハウスのミニチュア化した心臓の中へドラマとホラーを動かし、外見から示唆されるほど怖ろしくはなかったし記憶には残らないが悪役も揃い、最も効果的なサウンドデザインも使われていた」と称賛した。彼はエイミーとローリーがドクターとジョージおよびアレックスとの関係にインパクトを残さなかったと指摘したが、メインのストーリーについては「舞い上がった」と高評価した。SFX誌のラッセル・レウィンは「小さき者からのSOS」に星3つ半を与え、「数多くの素晴らしい物があるが、古典的なエピソードにするために必要なプラスアルファの"何か"がない」「特に予想外のものではない」と述べた。しかし、彼はドールハウスとアパートのショット、人形、マット・スミスとダニエル・メイズの演技、ジョージの正体が現実を作り出すエイリアンであるというアイディアを称賛した。
Crave Online のブレア・マーネルは「小さき者からのSOS」が第2シリーズの「危険なお絵描き」を想起させると指摘したが、「ジェイミー・オラムの演じるジョージが怖がりの少年であることに頼ったのではないため少しはマシだ」と述べた。また、彼女はマット・スミスの演技を称賛したほか、アーサー・ダーヴィルのローリーが早くも『ドクター・フー』新シリーズで最も面白いコンパニオンの1人になったと絶賛した。しかし、エイミーが人形に変換されるシーンについては「物語の中で軽く扱われている」「状況が逆転しないのではないかという疑いは全くなかった」と述べた。全体として彼女はエピソードを10点満点中7点と評価した。Zap2itのサム・マクファーソンは「小さき者からのSOS」を暫定的に第6シリーズで最低のエピソードであると呼び、「一貫性がなく滅茶苦茶なエピソードですっかりつまらない」としてC+の評価を付けた。彼はストーリー・アークに重点を置いたエピソードの後に独立した本作を続けたことを批判し、「『ドクターの戦争』で始まって『ヒトラーを殺そう!』で続いた勢いに対するスピードバンプだ」と述べた。また、彼はジョージがアレックスの脇に追いやられていたことが本作の最大の欠点であると述べ、少年が恐怖を乗り越えてクローゼットの怪物と戦う物語にする機会を逃したと指摘した。しかし、彼はスミスとダーヴィルの台詞について称賛した。
本作は当初第6シリーズの前半として計画されていたため、彼らの娘リヴァー・ソングなど以前のエピソードでの出来事に劇中でエイミーとローリーが言及しておらず、そこを指摘する批評家も多かった。マクファーソンは童歌が「ドクターからの招待状」でのドクターの死の伏線であると指摘したが、歌の内容が曖昧だと判断してカウントしなかった。